# Zwergspitzmaus
Die Zwergspitzmaus (Sorex minutus) ist ein Säugetier aus der Familie der Spitzmäuse. Sie besiedelt große Teile Europas und das nördliche Asien. 

## Kennzeichen
Die Zwergspitzmaus ist eines der kleinsten landlebenden Säugetiere Europas. Die Kopf-Rumpf-Länge beträgt 42 bis 66 mm, die Schwanzlänge 35 bis 46 mm und das Gewicht 2,6 bis 5,9 g. Die Oberseite und die Flanken sind einfarbig braun, die Unterseite ist grau.

### Ähnliche Arten
Die Zwergspitzmaus ähnelt der Waldspitzmaus, einer Verwandten aus der Gattung der Rotzahnspitzmäuse, sie ist aber deutlich kleiner als diese. Im Vergleich mit der Waldspitzmaus hat sie einen dickeren und längeren Schwanz. Ein weiteres Unterscheidungsmerkmal ist die Färbung der Waldspitzmaus, die durch eine dunkle Rückenfärbung mit deutlich helleren Flanken zweifarbig erscheint. 
Alpen-, Wasser- und Sumpfspitzmaus haben ein schwarzes bis schwarzgraues Fell. Die beiden letztgenannten Arten sind deutlich größer und kräftiger als die Zwergspitzmaus. Die nur entfernt verwandten heimischen Weißzahnspitzmäuse, also die Feld-, Haus- und Gartenspitzmaus, unterscheiden sich von der Zwergspitzmaus unter anderem durch die nicht von Haaren verdeckten Ohrmuscheln und die weißen statt dunkelbraunen Zahnspitzen sowie durch vereinzelt abstehende längere Haaren am Schwanz.

## Verbreitung
Das Verbreitungsgebiet der Zwergspitzmaus umfasst fast ganz Europa und reicht nach Osten bis zum Baikalsee und zum Himalaya. Sie fehlt in Europa im Süden der Iberischen Halbinsel sowie auf allen Mittelmeerinseln und ist im übrigen Mittelmeergebiet und in Südosteuropa auf die Gebirge beschränkt.

## Lebensraum
Die Zwergspitzmaus besiedelt Feuchtwiesen, Moore und Mischwälder. In Nordeuropa bevorzugt sie trockene, sandige Standorte. Insgesamt ist sie seltener als die Waldspitzmaus.

## Lebensweise
Zwergspitzmäuse fressen vor allem Insekten und deren Larven sowie Spinnentiere, nur selten Schnecken oder Regenwürmer. Die Fortpflanzung findet von April bis Oktober statt. Ein Weibchen hat bis zu drei Würfe im Jahr, die jeweils 2 bis 8, meist 5 bis 6 Junge umfassen. Die frisch geborenen, sehr unreifen Jungtiere wiegen nur 0,25 g. Die Augen öffnen sich etwa am 18. Lebenstag, die Entwöhnung erfolgt nach 21 Tagen. Die Tiere werden im Freiland maximal 16 Monate alt. Im Winter reduzieren Zwergspitzmäuse Größe und Gewicht. Auch die Organe und die Schädelkapsel verlieren dann an Größe.

## Bestand und Gefährdung
Die Zwergspitzmaus wird in Deutschland in der Roten Liste als ungefährdet geführt. Der Weltbestand gilt laut IUCN ebenfalls als ungefährdet (least concern).
Einziger europäischer Halter ist ein britischer Zoo, ehemaliger deutscher Halter ist Köthen.

## Belege
1. ↑  Sorex minutus in der Roten Liste gefährdeter Arten der IUCN 2017. Eingestellt von: R. Hutterer, B. Kryštufek, M. Fernandes & H. Meinig, 2016. Abgerufen am 19. August 2020.
2. ↑  Sorex minutus in der Zootierliste 11.6, abgerufen am 19. August 2020